# Hōkago Saikoro Club
Hōkago Saikoro Club (jap. 放課後さいころ倶楽部) ist eine Manga-Serie von Hirō Nakamichi, die seit 2013 in Japan erscheint. 2019 entstand eine Adaption als Anime-Fernsehserie. Die Geschichten erzählen von einer Gruppe Schülerinnen, die nach Schulschluss gemeinsam neue Brett- und Kartenspiele entdecken und dabei neue Freunde kennenlernen. International wurde das Alltagsdrama unter dem Titel After School Dice Club veröffentlicht.

## Inhalt
Die Schülerin Miki Takekasa (武笠美姫) ist eine Einzelgängerin, schüchtern und ohne Freunde in der Oberschule. Doch dann wird sie von ihrer Mitschülerin Aya Takayashiki (高屋敷綾) zu einem Ausflug mitgeschleppt, damit sie gemeinsam Spaß haben. Am Ende landen beide in einem belebten Viertel der Stadt Kyōto, in dem sie Abends laut den Schulregeln nicht mehr sein dürften. Doch sie sehen ihre Schülersprecherin Midori Ono (大野 翠) und folgen ihr in einen Spieleladen, in dem Midori arbeitet. Die weist ihre Klassenkameraden zurecht, doch ihr Chef lädt sie zum Brettspiel Marrakesch ein. Die Schülerinnen haben Spaß und auch die spielbegeisterte Midori macht mit. Von da an treffen sich die drei Mädchen regelmäßig, um immer neue Spiele zu probieren, die meist Midori mitbringt. Die scheue Miki wird dabei langsam offener und lernt, besser mit anderen Menschen umzugehen. Bei einer Runde Kakerlakenpoker stößt Shōta Tanoue (田上翔太) zu ihnen. Ihr Klassenkamerad ist heimlich in Aya verliebt, was Miki schnell bemerkt, wogegen Aya glaubt er liebe Midori. Bei einem Spiel Diamant lernen die drei Ayas Schwester Hana und ihre Freundin Kyōko Maki kennen. Die raue Art Makis erinnert Miki an ihre Kindheit, in der sie von anderen Kindern gemobbt wurde. Doch Maki hilft Miki im Spiel über ihre Zögerlichkeit hinweg und stellt sich schließlich als das Mädchen heraus, das Miki schon in der Vergangenheit beschützt hat.
Da sie schon lange Spiele liebt, will Midori selbst Spieledesignerin werden. Doch traut sie sich nicht, anderen davon zu erzählen, bis sie von der Schülerrats-Vizepräsidentin unter Druck gesetzt wird, ihr beim Schulfestival wie in früheren Jahren zu helfen. Midori will sich statt mit Schülerratsarbeit lieber mit Spielen beschäftigen. Bei einem Spiel 6 nimmt! kann Midori sie schließlich von ihrer Begeisterung für Spiele überzeugen. Doch erst durch einen amerikanischen Spieledesigner, der ihren Chef besucht, traut sich Midori das erste von ihr entworfene Spiel ihren Freundinnen zu zeigen. Denn der sagt, dass wahre Designer ihre Spiele anderen zeigen und sie probieren lassen wollen. Durch das Testspiel lernt Midori dann, was sie an ihrem Spiel noch verbessern kann und wie wichtig das Ausprobieren des Entwurfs mit Spielern ist.
Im heißen Sommer fahren die drei Mädchen zusammen zu Mikis Tante, die einen Gasthof in Kanazawa führt. Dort lernen sie Goita kennen und spielen es zusammen mit einem Jungen, der wie sie wegen des Regens nicht an den Strand kann. Miki erinnert sich dabei, welche Schwierigkeiten sie als kleines Kind hatte, Spielstrategien zu verstehen, und hilft dem Jungen dabei das Spiel zu meistern. Bei einem weiteren sommerlichen Ausflug mit Maki aufs Land hat Miki Monjiro-Würfel mitgebracht. Die beiden spielen verschiedene Silben-Würfelspiele und lernen sich dabei besser kennen. Später treffen sich die drei Mädchen und wollen für das Schülerfestival ein Spielecafé vorbereiten. Doch die Schülerrats-Vizepräsidentin lehnt ab, da sie Midoris Ablehnung noch nicht verziehen hat. Der Präsident dagegen besucht den Spieleladen und wird bei einem Spiel Die Insel davon überzeugt, wie aufregend Brettspiele sein können, und lässt ihren Vorschlag für das Festival zu. In der Zeit vor dem Festival finden die drei schließlich ein neu eröffnetes Spielecafé in der Nachbarschaft, wo sie Emilia kennenlernen. Die spielebegeisterte Deutsche lebt erst seit einiger Zeit in Japan und ist kürzlich in die Stadt gezogen. Sie lernen sie über eine Runde Keltis besser kennen und da Emi bald auch auf ihre Schule geht, laden sie sie ein, beim Festival zu helfen. Dank Emis Unterstützung bei der Werbung wird das Café in der Schule dann ein voller Erfolg und auch der Schülerrat kommt hinzu und wird von Miki zum Dobble-Spielen eingeladen. Dabei ist auch Ryūji Yoshioka, ein beliebter Schüler aus dem Kendō-Klub und Freund von Shōta Tanoue, den er hierhin begleitet hat. Beim Spiel verliebt sich Yoshioka in Miki.
Nachdem sie das Festival hinter sich gebracht haben, zeigen die Freundinnen Emi die Stadt. Dabei kommen sie auch in den Spieleladen, wo sie gemeinsam Elfenland spielen, eines von Emis liebsten Spielen. Sie erinnert sich dabei an ihre in Deutschland gebliebenen Freunde – vor allem ihre beste Freundin, mit der sie zusammen selbst ein Spiel schaffen wollte. Um Inspirationen für neue Spiele zu sammeln fragt Emi nach traditionell japanischen Spielen und so versuchen die vier ein japanisches Kinderspiel ähnlich Ochs am Berg. Nach einem Test fallen Emi sogleich ein paar Ideen ein, um das Spiel spannender zu machen. Midori ist erst frustriert, dass Emi die Ideen so viel leichter fallen. Doch erklärt Emi, dass nach Alex Randolph alle Spiele unfertig sind und sich weiterentwickeln und gibt Midori neuen Mut.
Nachdem Ayas Vater, ein Tierfotograf, nach langer Zeit wieder nach Japan kommt, hat er trotzdem kaum Zeit für seine Familie und als er nichtmal zur Weihnachtsfeier in Emis Café kommen kann, kommt es zum Streit mit seiner Tochter. Im Spieleladen findet er Aya wieder und der Chef des Ladens lässt sie zusammen Blokus spielen, worüber sie sich aussprechen können und lernen, was sie aneinander lieben. Auch wenn ihr Vater nicht zur Feier kommen kann, hat Aya dort viel Spaß, als sie zusammen mit ihrem Freundinnen und Tanoue und Yoshioka Ladies & Gentlemen spielt. Die beiden Jungen freuen sich, zusammen mit den von ihnen geliebten Mädchen als Paar zu spielen, trauen sich aber auch diesen Abend nicht, ihre Liebe zu gestehen. Als bald darauf ein Wettbewerb für Spieledesigner ansteht, zu dem der amerikanische Spieleverleger auch Midori eingeladen hat, will sie endlich ihr eigenes Spiel vollenden. Doch nach einem Testspiel der verbesserten Version sind zwar ihre Freunde, nicht aber ihr Chef zufrieden. Nach einem Tipp von Emi stürzt Midori sich in die Arbeit und vollendet das Spiel endlich zu ihrer Zufriedenheit. Zwar kommt sie im Wettbewerb nicht weit, wird aber als vielversprechendes Talent zum Verlag eingeladen. Zum Ende des Schuljahres sprechen alle über ihre Zukunftspläne. Emi will vielleicht wieder nach Deutschland gehen, um Spieleautorin zu werden, und Aya wie ihr Vater um die Welt reisen. Miki jedoch hatte ihr bisher schönstes Jahr und will lieber, dass alles bleibt wie es ist. Sie verzweifelt darüber, wie alle außer ihr eigene Zukunftspläne machen und die Freundschaften bald vorbei sein könnten. Doch die drei Freundinnen heitern sie wieder auf und versichern, dass sie immer befreundet bleiben und Zeit finden werden, gemeinsam Spiele zu spielen.

## Veröffentlichung
Die Serie erscheint seit März 2013 im Magazin Gekkan Shōnen Sunday beim Verlag Shogakukan. Dieser brachte die Kapitel auch gesammelt in bisher 15 Bänden heraus.

## Animeserie
Beim Studio Liden Films entstand 2019 eine Adaption des Mangas als Anime für das japanische Fernsehen. Hauptautor war Atsushi Maekawa und Regie führte Kenichi Imaizumi. Das Charakterdesign stammt von Yukiko Ibe und die künstlerische Leitung lag bei Hitomi Haga. Vom 2. Oktober bis 18. Dezember 2019 wurden die zwölf 24 Minuten langen Folgen von den Sendern ABC, BS11 und Tokyo MX in Japan ausgestrahlt. Funimation Entertainment veröffentlicht die Serie mit englischer Synchronisation per Streaming.

### Synchronisation
| Rolle           | japanischer Sprecher (Seiyū) |
| --------------- | ---------------------------- |
| Aya             | Marika Kōno                  |
| Midori          | Miyu Tomita                  |
| Miki            | Saki Miyashita               |
| Shōta Tanoue    | Kōhei Amasaki                |
| Hana Takayanagi | Hisako Tōjō                  |
| Kyōko Maki      | Eriko Matsui                 |

### Musik
Die Musik der Serie wurde von Shūji Katayama komponiert. Das Vorspannlied ist Present Moment und der Abspann ist unterlegt mit On the Board. Während das erste Lied von der Synchronsprecherin Miyu Tomita gesungen wurde, wurde das zweite von ihr zusammen mit Marika Kōno und Saki Miyashita eingesungen.